# NDH-2

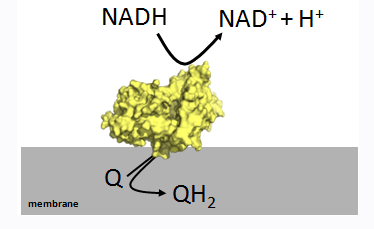
Representação da reação catalisada pela NDH-2. em amarelo está representada a superfície da proteína. E em cinza a membrana.

NDH-2, também conhecida como NADH:quinona oxirredutase de tipo II ou NADH desidrogenase alternativa é um enzima (EC: 1.6.99.3) que catalisa a transferência de elétrons do NADH (doador) para uma quinona (aceitador), fazendo parte da cadeia transportadora de elétrons . O NDH-2 é uma enzima periférica de membrana com aproximadamente 45 KDa por subunidade, que funcionam como dímeros in vivo e contém o FAD como único grupo prostético .
NDH-2 são as únicas enzimas, com atividade de NADH desidrogenase, expressos na cadeia respiratória de alguns organismos patogénicos (e.g. Staphylococcus aureus), como tal foram propostos como novos alvos terapêuticos para o design racional de novos antibióticos .

## Estrutura

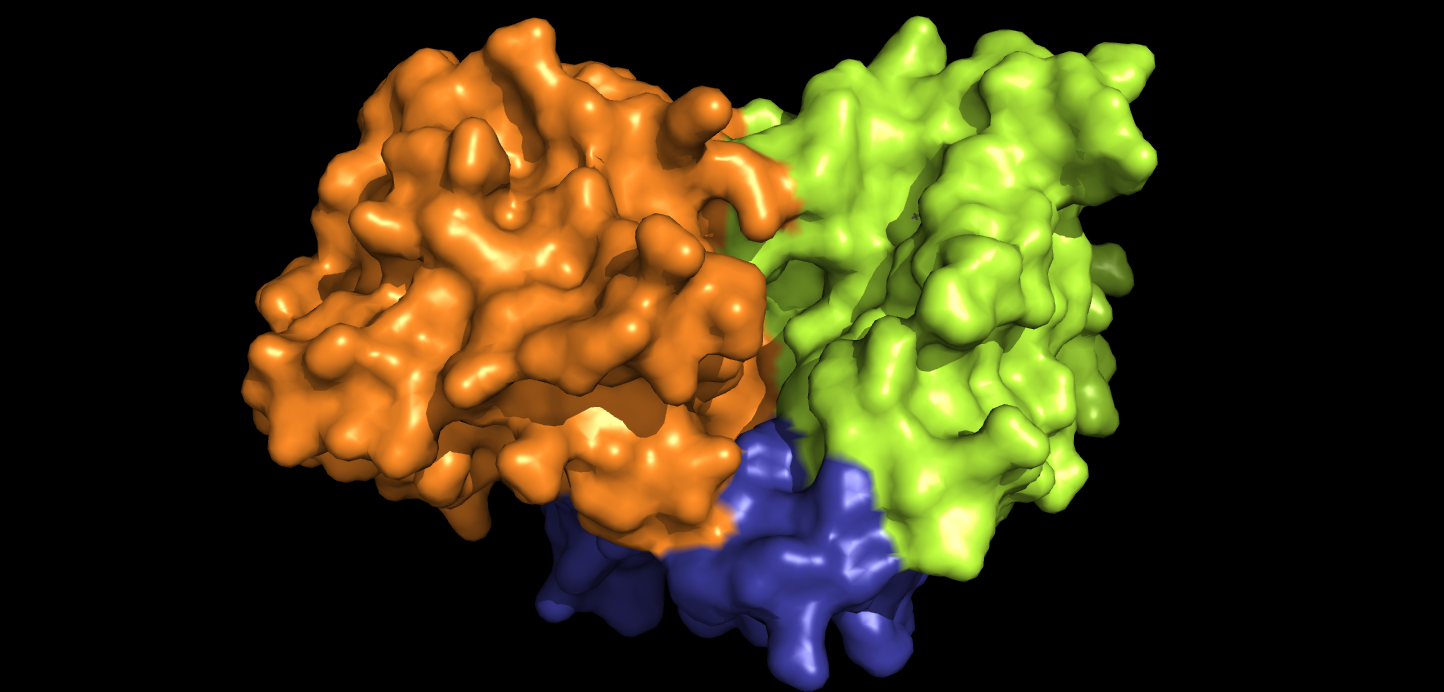
NDH-2 estrutura quaternária da proteína com seus três domínios coloridos.

A estrutura destas proteínas pode ser dividida em três domínios: 1º domínio de ligação a dinucleótidos (parte verde na figura), 2º domínio de ligação a dinucleótidos (parte laranja na figura) e domínio C-terminal (parte azul na figura).
O primeiro domínio é responsável pela ligação (não covalente) do FAD, enquanto que o segundo domínio de ligação de dinucleotidos é responsável pela ligação do NADH. Ambos estes domínios estão organizados em dobra de Rossmann , com o característico motivo GxGxxG.
O terceiro domínio, C-terminal, é responsável pela interação entre a NDH-2 e a membrana. Após a expressão da NDH-2 truncada no seu C-terminal observou-se uma deslocalização intracelular da membrana para o citoplasma . O terceiro domínio também é parcialmente responsável pela ligação do aceitador de eletróns (quinona) em conjunto com parte do primeiro domínio.
Existem atualmente estruturas cristalográficas de NDH-2 de quatro organismos diferentes:
- Staphylococcus aureus (PDB ID:5NA4)[5]
- Caldalkalibacillus thermarum (PDB ID:4NWZ)[4]
- Saccharomyces cerevisiae (PDB ID:4G73)[6]
- Plasmodium falciparum (PDB ID: 5JWB)[7]

## Reação

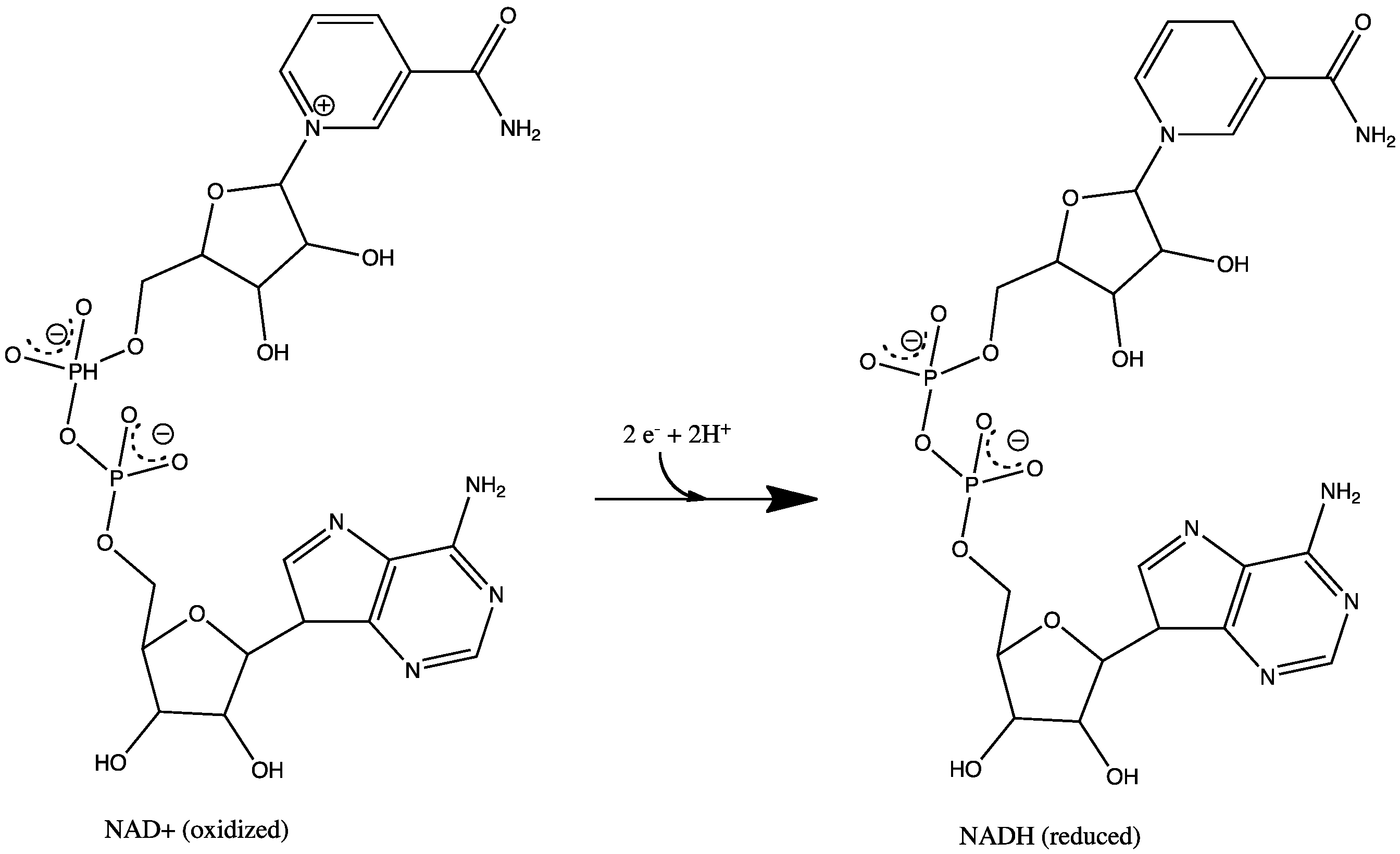
NAD+ para NADH

A reação enzimática de oxiredução catalisada pelas NDH-2 pode ser descrita como:
NADH + Q + H+   ----->   NAD+ + QH2
(Q - quinona; QH2 - quinol)
Neste caso o dador de eletróns é o NADH e o aceitador é a quinona. Dependendo do organismo em questão, a quinona reduzida pela NDH-2 também varia, podendo ser uma menaquinona, ubiquinona ou plastoquinona. O mecanismo da reação pode ser dividido em duas semi-reações: 1ªSR e 2ªSR.
Na 1ªSR, 2 elétrons e 1 próton do NADH são transferidos (simultaneamente com outro próton do meio) para o grupo prostético da proteina (FAD), dando origem à sua forma protonada FADH2. Nesta fase é estabelecido um complexo Enzima-Substrato caracterizado pelo estabelecimento de um "complexo de transferência de carga".
Na 2ªSR, ocorre a ligação da quinona e consequentemente os 2 elétron e um dos prótons são transferidos para este segundo substrato (novamente com um próton adicional proveniente do meio), dando origem ao quinol.
Atualmente é aceito que o mecanismo geral da reação ocorre através de um complexo ternário (ligação simultânea de ambos os substratos ao enzima), em alternativa ao mecanismo de ping-pong.

## Distribuição Filogenética
A presença de NDH-2 em organismos cujo genoma já tenha sido sequenciado foi estudada recorrendo a técnicas bio-informáticas . Neste estudo foram identificadas NDH-2 em 83% dos Eucariotos, 60% das Bacterias e em 32% das Archaeas. Foi também observada a ausência de NDH-2 em filos compostos por organismos anaérobicos.
Apesar de se considerarem ausentes (e daí terem sido consideradas como possível alvo terapêutico), no mesmo estudo foi proposta a presença de um gene codificante para uma proteína homóloga às NDH-2 no genoma humano.